# Red Feather Lakes
Red Feather Lakes és una concentració de població designada pel cens dels Estats Units a l'estat de Colorado. Segons el cens del 2000 tenia 525 habitants.

## Demografia
Segons el cens del 2000, Red Feather Lakes tenia 525 habitants, 262 habitatges, i 175 famílies. La densitat de població era de 5,5 habitants per km².
Dels 262 habitatges en un 14,1% hi vivien nens de menys de 18 anys, en un 61,5% hi vivien parelles casades, en un 2,7% dones solteres, i en un 33,2% no eren unitats familiars. En el 27,1% dels habitatges hi vivien persones soles el 10,3% de les quals corresponia a persones de 65 anys o més que vivien soles. El nombre mitjà de persones vivint en cada habitatge era de 2 i el nombre mitjà de persones que vivien en cada família era de 2,4.
Per edats la població es repartia de la següent manera: un 13% tenia menys de 18 anys, un 3% entre 18 i 24, un 18,7% entre 25 i 44, un 40,4% de 45 a 60 i un 25% 65 anys o més.
L'edat mediana era de 54 anys. Per cada 100 dones de 18 o més anys hi havia 97 homes.
La renda mediana per habitatge era de 33.527 $ i la renda mediana per família de 40.714 $. Els homes tenien una renda mediana de 36.250 $ mentre que les dones 43.333 $. La renda per capita de la població era de 19.231 $. Entorn del 3,2% de les famílies i el 8,4% de la població estaven per davall del llindar de pobresa.

## Poblacions més properes
El següent diagrama mostra les poblacions més properes.